# Siano
Pour l’article ayant un titre homophone, voir Cyano.
Siano est une commune italienne, de 9 685 habitants (2019), de la province de Salerne dans la région Campanie en Italie. C'est un centre agricole, commercial et artisanal.

## Géographie
Siano est situé dans une vallée du haut Agro Nocerino Sarnese, à environ 120 m d'altitude, et s'étend sur 8,5 km2.
Le territoire de la commune s'étend entre 104 et 952 m d'altitude, et présente donc un dénivelé de 848 m.
Le territoire urbain, entourés de trois monts principaux, présente un paysage de type vallonné/montagneux et se trouve dans une zone sismique avec un niveau de dangerosité moyen haut (« zone 2 ») selon l'échelle actuelle de la classification sismique en Italie des Communes Italiennes (2004).
Les monts sont constitués typiquement d'un socle rocheux calcaire sur lequel se sont déposées au cours des millénaires d'épaisses couches pyroclastiques, c'est-à-dire de pierres et de cendres émises par le Vésuve et les autres systèmes volcaniques maintenant éteints des monts flégréens.
Le sommet le plus élevé est le mont Le Porche, situé au nord de la zone urbaine, et d'une altitude d'environ 952 mètres. Le nom provient probablement de la présence des élevages porcins qui y étaient nombreux dans le passé[réf. nécessaire] ; dans la cartographie il est également indiqué comme le mont forêt[réf. nécessaire], car il était densément couvert d'arbres de haut fût, comme le chêne et le chêne chevelu[réf. nécessaire]. Les pâturages de la montagne Le Porche composés de garrigue, avec une prévalence de petits arbustes, sont désormais particulièrement adaptés à l'élevage des caprins.
À partir des années 1980, le mont a été sujet à un phénomène visible de déforestation sur les pentes, exacerbé par les incendies estivaux. Ce phénomène est à l'origine des glissements de terrain du 5 mai 1998, dont les signes sont encore visibles dans les raclures caractéristiques des affaissements des flancs de la montagne, qui révèlent le substrat calcaire.
Le mont Jules (« monte Iulio ») a une altitude de 623 m et ceint la vallée à l'Est ; il fut consacré avec ce nom par les Romains à leur empereur César, qui le concéda à ses légionnaires pour la taille du bois et les autres usages nécessaires aux stationnement des troupes dans cette région[réf. nécessaire].

## Administration
| Période                                  | Période | Identité      | Étiquette | Qualité |
| ---------------------------------------- | ------- | ------------- | --------- | ------- |
|                                          |         | Sabato Tenore |           |         |
| Les données manquantes sont à compléter. |         |               |           |         |

### Communes limitrophes
Bracigliano, Castel San Giorgio, Mercato San Severino, Quindici, Sarno